# Astatidae
Famille
Les Astatidae sont une famille cosmopolite de guêpes solitaires de la super-famille des Apoidea et dont les mâles présentent de très grands yeux composés qui se rejoignent largement au sommet de la tête. Elle compte plus de 160 espèces dont environ la moitié dans le genre Astata. 

## Liste des genres

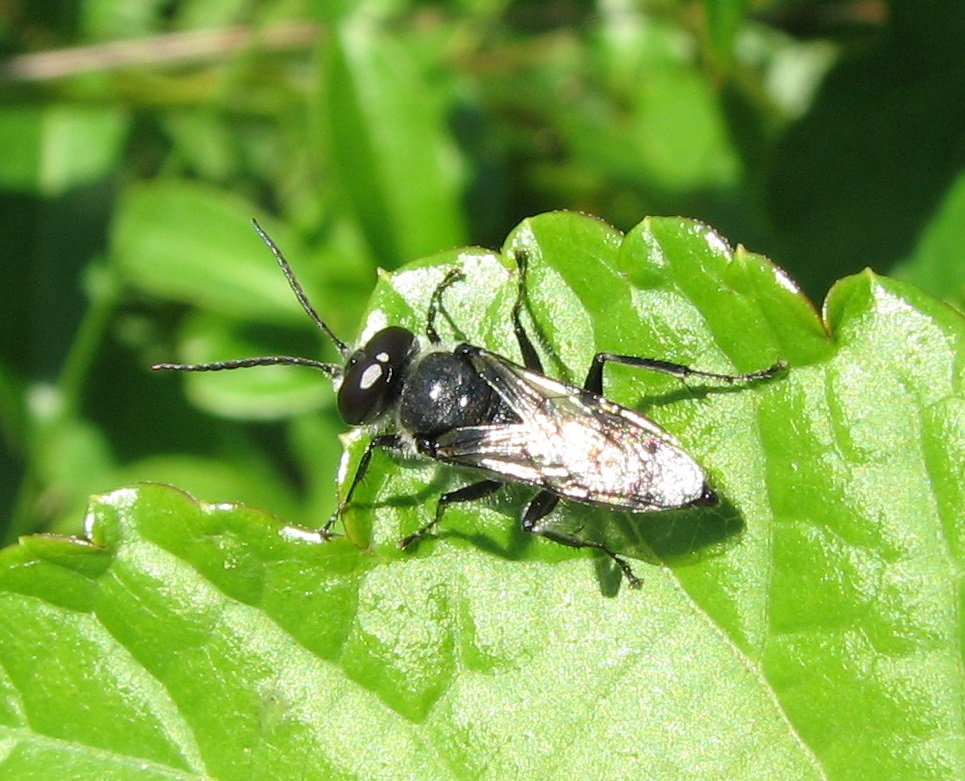
Astata sp, individu mâle.

Selon BioLib (19 juin 2025) :
- Astata Latreille, 1797
- Diploplectron W. Fox, 1893
- Dryudella Spinola, 1843
- Uniplectron F. Parker, 1966

## Systématique
Le nom valide de ce taxon est Astatidae Lepeletier de Saint Fargeau, 1845.